# Costume Quest 2
Costume Quest 2 est un jeu vidéo de rôle développé par Double Fine Productions et édité par Midnight City, sorti en 2014 sur Windows, Mac, Linux, Wii U, PlayStation 3, PlayStation 4, Xbox 360 et Xbox One.
Il fait suite à Costume Quest.

## Accueil
- Canard PC : 5/10[1]